# Dame Dorma
Dorma alias dame Dorma (« Lady Dorma » en VO) est un personnage fictif évoluant dans les bandes dessinées Marvel, qui apparaît en octobre 1939 dans Marvel Comics numéro 1, où elle est présentée comme la cousine de Namor.

## Biographie du personnage
Dorma est une aristocrate atlante, descendante de Thakorr, cousine de Namor, fille de Wathan et Fen reine des requins et petite fille de Thakorr. D’abord ennemie de Namor, elle apprend à l’aimer. C’est lorsqu’elle est envoyée se venger du monde de la surface qu’elle commence à lui faire la cour.
Elle se tenait aux côtés de Namor lorsque leur patrie est attaquée en représailles par Luther Robinson et Lynne Harris. Pendant l'attaque, elle aide Namor à couler le navire de Robinson, le « Colleen » et à prendre Lynne Harris en otage. Avec Lynne prisonnière de l'Atlantide, la princesse Fen ordonne à Namor d'épouser Lynne. Dorma est chargée de surveiller les habitants de la surface pendant que des préparatifs sont faits pour une opération chirurgicale qui la transformerait en amphibien. Cependant, Lynne est sauvée avant de pouvoir être forcée de se marier.
Lors de l’invasion Nazi, Namor décide de retourner à la surface avec Dorma. Ils obtiennent pour cela l’autorisation de l’empereur Thakorr, Namor ayant réussi à le convaincre que les Nazis étaient la véritable menace. Dorma se transforme alors pour pouvoir temporairement respirer hors de l’eau. Ils se rendent sur une île française où ils aident les rebelles locaux à mettre en échec un raid aérien nazi. Après cette victoire, Namor découvre une base secrète de U-Boats nazis cachés sur une île au large des côtes de la Floride. Il renvoie Dorma à Atlantis pour rassembler une flotte de sous-marins nazis qui doivent être utilisés pour détruire la base sous-marine. Namor renvoie ensuite à nouveau Dorma à Atlantis et reprend sa quête pour capturer Luther Robinson et Lynne Harris. Dorma est présente lorsque Namor parvient à convaincre Thakorr de lui permettre de traiter avec les forces nazies dans l'Atlantique. 
Par la suite, Namor prend le contrôle de l'empire atlante après que Thakorr ait été mis dans le coma lors d'une attaque nazie contre le royaume. Il s’implique de plus en plus dans la Seconde Guerre mondiale, et s’oppose aux Nazis. Pendant l'une de ses longues absences d'Atlantis, son oncle Daka reprend la tête du royaume, emprisonnant ceux qui restent fidèles à Namor. Mais Dorma réussit à s’échapper de la capture. Lorsque Namor revient, il libère les prisonniers avec l’aide de Dorma et récupère son trône.
Namor repart pour une durée prolongée. Pendant ce temps, Thakorr s'est réveillé de son coma et a repris le contrôle d’Atlantis. Confus après sa longue récupération, il est trompé par le cousin de Namor Byrrah et le seigneur de guerre Krang, qui lui font croire que Namor a trahi son peuple en faveur des habitants de la surface. Thakorr, furieux, ordonne que Namor soit exilé de son royaume. Lorsque Namor est revenu et a appris la vérité, Dorma tente de le suivre dans son exil, mais est arrêtée par Fen qui lui dit que Namor a besoin de découvrir sa propre place dans le monde. 
Namor revient chez lui en 1954 pour découvrir que son peuple s'est retourné contre lui. Lady Dorma lui apprend que son grand-père était furieux que Namor ait renoncé à sa guerre contre le monde de surface et plutôt choisi d'aider à la défendre contre l’invasion nazie. C'est alors Thakorr avait exilé Namor. Dorma vient en aide à Namor lorsque le royaume est menacé par des agents communistes qui font exploser la glace située au-dessus d'Atlantis. Reconnaissant que Namor a sauvé le royaume une fois de plus, Thakorr annule son ordre d'exil. Un an plus tard, Namor tente de s'adresser aux Nations unies pour obtenir l'adhésion de l'Atlantide. Cependant, une foule en colère le chasse. Il décide donc de retirer Atlantis du monde de surface et de se garder pour lui-même. C’est pendant cette période que Namor et Dorma entament une relation amoureuse. Cette romance s’est vite finie, car Atlantis est attaquée par le télépathe nommé Destiny. Celui-ci utilise son casque de pouvoir pour provoquer des tremblements de terre massifs qui ravagent l'Atlantide, tuant le père de Dorma, la princesse Fen, l'empereur Thakorr et d’autres Atlantes. Au cours de son combat avec Destiny, Namor reçoit un coup sur la tête qui le rend amnésique. Après cet événement, le peuple d'Atlantide devient un temps nomade dans les profondeurs sous-marines, avant de construire une nouvelle Atlantis dans l’Atlantique. Destiny quant à lui s'est mis dans un état d'animation suspendue, tandis que Namor passe des décennies à parcourir les rues de New York en tentant en vain de se souvenir de son identité.
Pendant ce temps, le beau-fils de Thakorr, Byrrah, assume le rôle de souverain d’Atlantis. En deuil de la perte de son père, Dorma est courtisée par le seigneur de guerre Krang qui souhaite l'épouser. Celle-ci hésite à consentir à ce mariage. Au même moment, la Torche humaine aide Namor à retrouver la mémoire. Namor retourne alors à l’ancienne Atlantis. La voyant détruite, ce qu'il met sur le compte des essais nucléaires menés par les Humains, il est furieux et déclare la guerre aux habitants de la surface. Cela l'amène souvent à combattre les Quatre Fantastiques. Il atteint finalement la nouvelle Atlantis, retrouvant son trône et Dame Dorma. Cette dernière refuse les fiançailles de Krang et retourne avec Namor. Lorsque l'ONU refuse plus tard de reconnaître Atlantis comme un État souverain, Namor lance une invasion du monde de la surface. Ses plans sont contrecarrés par une invention de Reed Richards, Mr Fantastique. Namor, qui avait auparavant développé des sentiments pour la Femme Invisible des Quatre Fantastiques, l'enlève en représailles, retournant à Atlantis dans un sous-marin piloté par Dorma et Krang. Jalouse de l'intérêt de Namor pour une femme de la surface, Dorma l'éjecte dans l'océan en espérant qu'elle se noie. Mais Namor sauve Sue Storm, et l'amène à l’hôpital. Après cela, Namor est en colère. Dorma et Krang quant à eux retournent à Atlantis et racontent aux Atlantes comment Namor a sauvé la vie d'une femme de surface. La plupart des sujets de Namor se détournent de lui, y compris Dame Dorma. Après un certain temps, les Atlantes reviennent cependant vers leur roi. Peu après, Namor repart vers la surface pour la revendiquer comme un terrain appartenant aux Atlantes, ce qui entraîne un combat contre Daredevil. Pendant ce temps, à Atlantis, le seigneur de la guerre d’Atlantis Krang a usurpé le trône. Dame Dorma s'échappe pour prévenir Namor avant que Krang ne lui fasse ses avances. S’ensuit une terrible période gouvernée par Krang, pendant que Namor essaie de récupérer le trident de Neptune symbole de son pouvoir royal. Namor réussit ensuite à récupérer le trident et réussit à reprendre son trône et Dame Dorma. Krang, quant à lui, est définitivement exilé du royaume.